# Chocolatier
Chocolatier, född 8 maj 2003 på Valley High Stable i Freehold i New Jersey, är en amerikansk varmblodig travhäst. Han tränades och kördes av Douglas J. Ackerman. Efter karriären har han varit avelshingst på Menhammar stuteri.
Chocolatier tävlade åren 2005–2006 och sprang in motsvarande 9 miljoner kronor på 23 starter varav 14 segrar och 3 andraplatser. Han tog karriärens största segrar i Breeders Crown (2005) och World Trotting Derby (2006). Han kom även på andraplats i Hambletonian Stakes (2006) efter att ha avslutat med en stark spurt på 1.05,4 de sista 400 metrarna. Han valdes till Årets 2-åring i Nordamerika 2005, efter att under året ha segrat i sju av åtta lopp. Samma år hade han även satt nytt världsrekord med 1.11,4.
Efter tävlingskarriären har han varit framgångsrik som avelshingst vid Menhammar stuteri i Ekerö i Stockholms län. År 2017 tilldelades han avelsbedömningen "A" (snäppet under Elithingst) för sin mycket goda förärvning. Hans vinstrikaste avkommor är stoet Your Highness (2009) som sprang in över nio miljoner kronor, och hingsten Önas Prince (2017) som sprungit in över åtta miljoner kronor. Andra framgångsrika avkommor är bland annat Drillbit Ås (2008), V.C.Chocoholic (2008), El Mago Pellini (2009), Chelsea Boko (2009), Husse Boko (2014) och Inti Boko (2015).